# Admonter Weihnachtskrippe

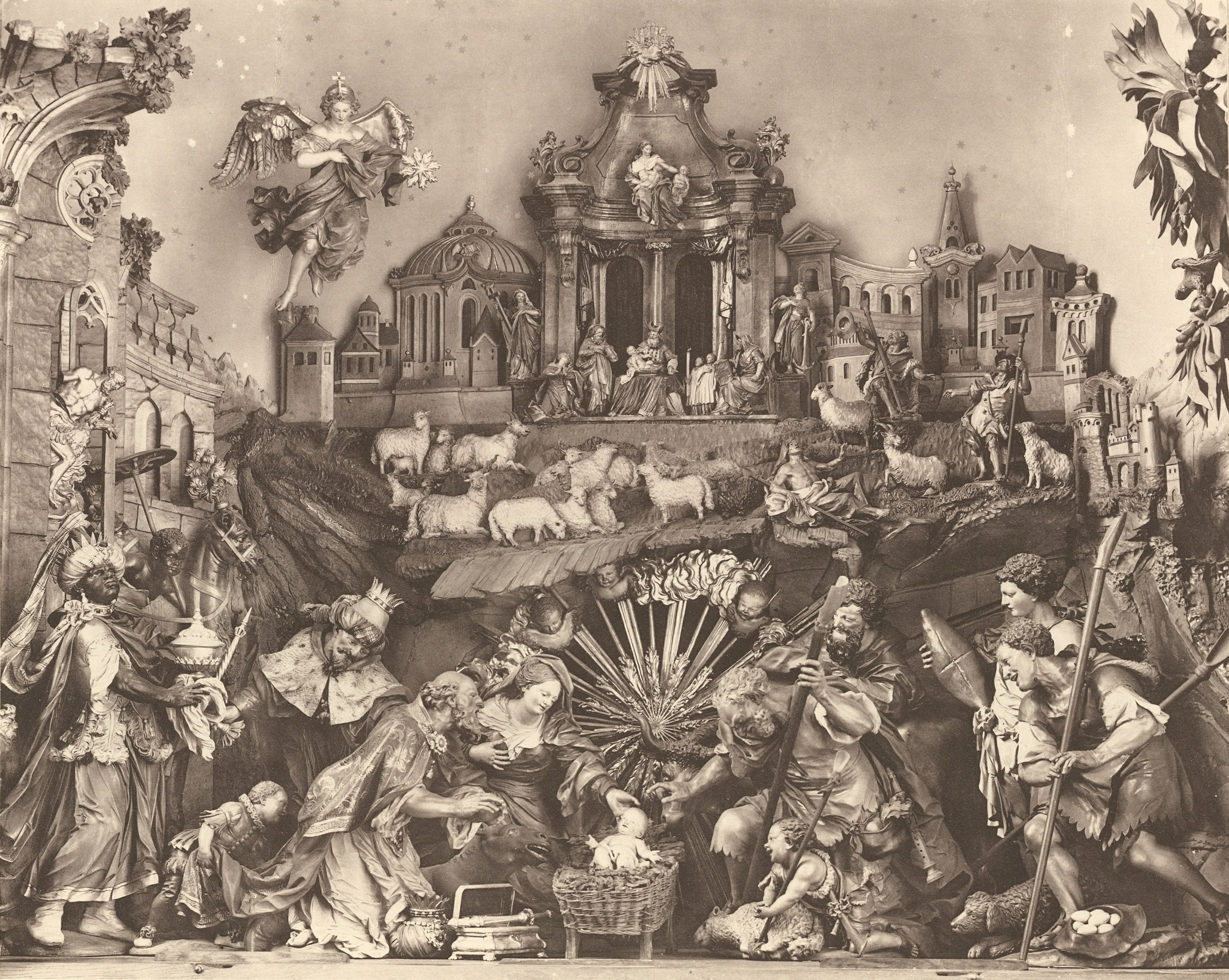
Admonter Weihnachtskrippe (Fotografie 1912)

Die Admonter Weihnachtskrippe ist eine von Josef Stammel geschaffene barocke Weihnachtskrippe in der Stiftskirche Admont. Die Admonter Weihnachtskrippe ist traditionell nur zur Weihnachtszeit, von der Christmette am 24. Dezember bis zum Fest Mariä Lichtmess am 2. Februar, geöffnet.

## Entstehung
Die Anregung zur Schaffung der Admonter Weihnachtskrippe geht auf den kunstsinnigen Abt Antonius von Mainersberg (1718 bis 1751) zurück, der ein entschiedener Förderer von Josef Stammel war und ihn zu Beginn seiner Tätigkeit auf eine Ausbildungsreise nach Italien geschickt hatte. Dieser Abt veranlasste zunächst den Bau der Weihnachtskrippe in der Pfarrkirche Kalwang, die Stammel noch in dessen Sterbejahr (1751) vollendete. Erst unter seinem Nachfolger, Abt  Matthäus Offner (1751 bis 1779), entstand 1755 die weitaus umfangreichere Admonter Weihnachtskrippe, deren farbige Fassung im darauffolgenden Jahr durch den Admonter Maler Anton Pötschnik ausgeführt wurde.
Im Zuge der Säkularisierungsbestrebungen unter Kaiser Josef II., denen das Stift Admont 1782 nur knapp entgehen sollte, wurden zugleich durch mehrere Verbote alle Weihnachtskrippen aus den Kirchen verbannt. Obgleich Erzbischof Hieronymus Franz Josef von Colloredo-Mannsfeld 1784 ein gleichlautendes Verbot für das Fürsterzbistum Salzburg erlassen hatte, entging die Admonter Weihnachtskrippe wohl aufgrund ihres anerkannten Kunstwerts dem Schicksal zahlreicher Kirchenkrippen.
Auch den verheerenden Brand von Kirche und Stift 1865 überstand die barocke Weihnachtskrippe unbeschädigt und konnte 1878 nach einem Konzept des Laienbruders Silvester Sulzinger in der westlichsten Seitenkapelle des nördlichen Seitenschiffs aufgestellt werden. Den Altaraufbau in Form eines Flügelaltars schuf der Grazer Architekt August Ortwein, das Werk selbst ist eine Stiftung Pater Othmar Bergers, der ab 1878 als Subprior und ab 1891 als Prior des Stifts wirkte, und seiner beiden Schwestern Barbara und Klara. Sein Bruder Marian Berger hatte 1862, ein weiterer Bruder Viktorin Berger zudem in demselben Jahr 1878 in Admont die Priesterweihe erhalten. Der Schrein zeigt im geschlossenen Zustand auf seinen Flügeln die Namenspatrone der Stifter, die Heiligen Otmar, Barbara und Klara sowie Johannes vom Kreuz. Den oberen Abschluss des Schreins bildet ein Gesprenge mit der Darstellung Gottvaters, flankiert von zwei Engeln.

## Aufbau
Der Aufbau der Admonter Krippe vereinigt mehrere zeitlich unterschiedene Darstellungsebenen. Die drei Hauptszenen stellen nebeneinander die Geburt Christi, die Anbetung der Hirten und die Anbetung der Könige auf der bühnenartig angelegten vorderen Ebene dar. Oberhalb der Geburtsgrotte ist als Zwischenszene in perspektivischer Verkürzung die Verkündigung an die Hirten eingesetzt. Den oberen Abschluss des Aufbaus bildet eine perspektivische Ansicht der erhöht liegenden Stadt Jerusalem mit der Szene der Darstellung des Herrn. Über dem Geschehen schwebt der Verkündigungsengel in der Gloriole.
Zentrum des Geschehens ist die Szene der Anbetung des Kindes durch Maria und Josef vor der in einer Gloriole erstrahlenden Geburtsgrotte. Maria ist sich um das Kind sorgend, Josef im Hintergrund stehend dargestellt. Flankiert wird die Szene von Ochs und Esel als den beiden ersten Zeugen des Weihnachtsgeschehens.
Die jeweils durch einen Hirtenstab mit schaufelförmiger Endung gekennzeichneten Hirten repräsentieren zugleich die vier Lebensalter. Der älteste der Hirten nähert sich in kniender Haltung liebevoll dem Jesuskind, ein weiterer steht leicht gebeugt im Hintergrund. Der jüngere, stehende, der Hirten trägt einen Spitzwecken, der – als Symbol der pastoralen Seelsorge des Stifts – das Rautenwappen des Stifts Admont nachbildet. Im Vordergrund kniet neben dem mit gebundenen Füßen dargestellten Opferlamm ein Hirtenjunge, vielleicht als Hinweis darauf, dass Stammel der Überlieferung nach in seiner Kindheit selbst als Hütejunge gedient hatte. Rückwärtig schließt sich, als Symbol des Paradieses, eine Felsenlandschaft mit Dattelpalmen an, in denen ein Papagei sitzt.
Die gegenüberliegende Gruppe zeigt die Gruppe der in reichen orientalischen Gewändern gekleideten Heiligen Drei Könige, die neben den Lebensaltern auch die drei (historisch bekannten) Kontinente repräsentieren. Über der Gruppe schwebt der Engel mit dem leitenden Stern. Der älteste der Könige, wie sein Pendant unter den Hirten kniend, hat, während sein Mantel von einem Pagen gehalten wird, Krone und Zepter abgelegt und hält seine Hände wie schützend über das Kind. Während der mittlere König sich vor dem Geschehen verneigt, blickt der jüngere, farbige König mit erhobenem Haupt zum Leitstern hinauf. Hinter dem von Kamelen und Gefolge abgeschlossenen Zug der Könige begrenzt eine Ruinenarchitektur mit gotischen Elementen das Geschehen, gleichsam die überwundene Zeit des Heidentums symbolisierend, das in der stürzenden vergoldeten Statue des Jupiter und der Eule als dem Symbol der Nacht ausgedrückt ist.
Die auf einer Geländekante angesetzte Zwischenszene mit der Verkündigung an die Hirten zeigt zwei erstaunt die Erscheinung des Engels betrachtende Hirten, während ein dritter, am Boden liegender Hirte soeben aus dem Schlaf erwacht.
Den oberen Abschluss des szenischen Aufbaus bildet die Stadtansicht von Jerusalem mit dem als Rundbau dargestellten Jerusalemer Tempel auf der linken Seite. Die Szene selbst findet vor einer barocken Portalarchitektur statt, die mit den Statuen der drei Theologischen Tugenden Glaube, Liebe und Hoffnung ausgestattet ist. Das Zentrum des Geschehens bildet die Beschneidung. Auf der linken Seite sind Maria und Josef, rechts sitzend der die Ankunft des Messias erwartende Prophet Simeon dargestellt. Überstrahlt ist der Tempelbau von dem Christusmonogramm IHS.
Auch Anekdotisches findet sich in der Krippendarstellung verarbeitet: So sollen in den beiden sich bekämpfenden Böcken am rechten Bildfeld die beiden als Patres im Stift tätigen und als streitsüchtig bekannten Brüder Griessenböck verewigt sein.

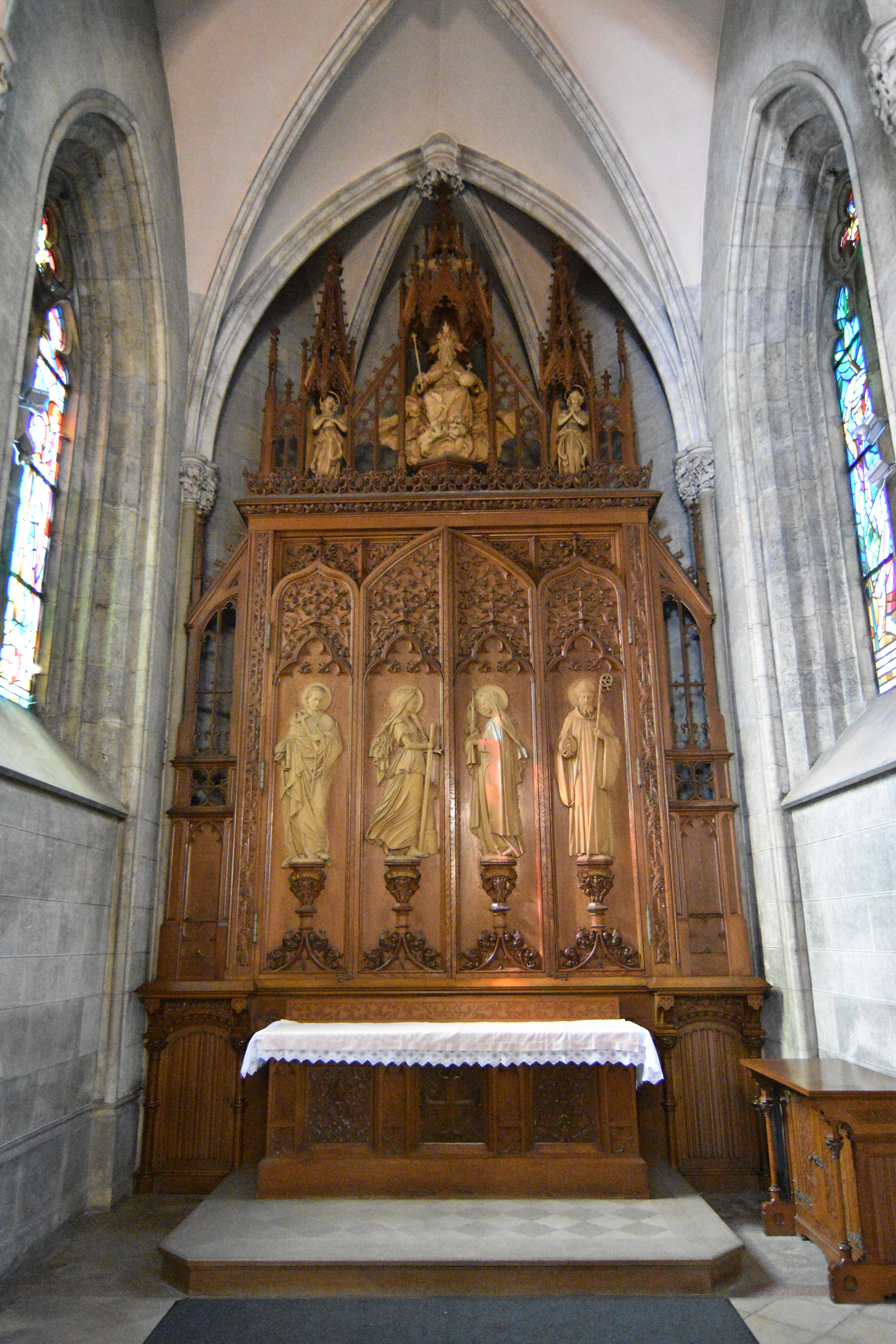
Die Admonter Weihnachtskrippe im geschlossenen Zustand

## Die Voraussetzungen
Krippenaltäre in Kirchen sind seit dem ausgehenden Mittelalter bekannt. 1478 hatten die beiden deutschen Bildhauer Pietro und Giovanni für die Kirche San Giovanni a Carbonara in Neapel eine aus 37 Figuren bestehende Krippe geschaffen, von denen sich etwa die Hälfte im Museum der Certosa di San Martino erhalten hat. Die Stiftskirche St. Ulrich und Afra in Augsburg erhielt 1604 durch den Bildhauer Hans Degler ihren Hochaltar, der in seiner Bogennische die fast freiplastisch gearbeitete Gruppe der Geburt Christi mit Hirten und den Chor der Gloriaengel zeigt. Die 1619 vollendete Krippendarstellung im Hochaltar der Überlinger Stadtkirche zeigt die Szene in heroischer Haltung und bühnenmäßiger Illusion. Unter den regionalen Vorbildern der Admonter Weihnachtskrippe ist der 1678 von Thomas Schwanthaler geschaffene Dreikönigsaltar der Pfarrkirche Gmunden zu nennen.
Bei seinem Entwurf für die Admonter Krippe ging Stammel von seiner Kenntnis der neapolitanischen Krippe aus. Während die deutsche Krippentradition den Stall von Bethlehem kennt, rückt die neapolitanische Krippe in engerer Anlehnung an die geographischen Gegebenheiten der Geburtskirche in Bethlehem die Geburtsgrotte in den Blickpunkt. Im Unterschied zur neapolitanischen Krippe schildert Stammel die Hirten jedoch nicht als malerisch zerlumpte Gestalten, sondern in klassischer Pose.

## Zur Rezeption
Als eines der herausragendsten Denkmäler barocker Krippenkunst fand die Admonter Weihnachtskrippe eine Beachtung in der Krippenkunst des 19. Jahrhunderts. So zeigt das Werk des Tiroler Krippenschnitzers Johann Giner des Älteren um 1800 deutliche Anklänge, etwa in der Lehre des zwölfjährigen Jesus im Tempel, dessen Aufbau auf die Admonter Szene der Darstellung im Tempel rekurriert. Um 1900 findet sich im Werk von Sebastian Osterrieder, von dem die großfigurige Weihnachtskrippe im Linzer Dom stammt, eine in der Haltung ganz ähnliche Wiedergabe der sich über das Kind beugenden Maria.

## Das Admonter Krippenlied
Zur Rezeptionsgeschichte der Admonter Weihnachtskrippe gehört das sogenannte Admonter Krippenlied (Ein Kindlein uns geboren ist) des von 1850 bis 1857 in Admont als Lehrer tätigen Leopold Hörlezeder, der danach in der Stiftspfarre Kraubath wirkte und am 20. Oktober 1894 siebzigjährig in Vöcklamarkt (Oberösterreich) starb. Das für Orgel, I. und II. Sopran, Alt, Tenor und Bass gesetzte und postum 1909 in Linz publizierte Krippenlied wird traditionell in der Weihnachtszeit in der Admonter Stiftskirche aufgeführt.